# Hollersbachtal
Hollersbachtal är en dal i Österrike.   Den ligger i förbundslandet Salzburg, i den centrala delen av landet, 300 km väster om huvudstaden Wien.
Trakten runt Hollersbachtal består i huvudsak av gräsmarker. Runt Hollersbachtal är det ganska glesbefolkat, med 29 invånare per kvadratkilometer.